# Hrobka Johanna Sametze
Hrobka JUDr. Johanna Sametze je novogotická stavba zrušené hrobky z roku 1883, na Břevnovském hřbitově v Praze 6 Břevnově, mezi ohradními zdmi a ulicemi U Větrníku a U Vojtěšky.

## Situace
Hrobka je situována v dominantní poloze starší (horní) části hřbitova, při jeho západní ohradní zdi. Z jihozápadu sousedí s kamenickou dílnou, z jižní strany s hrobem básníka Ivana Diviše, na východní straně je v následující řadě pohřben například Karel Kryl.
Od 31.12.1992 je hrobka součástí areálu chráněné nemovité památky Břevnovský klášter, v Památkovém katalogu Národního památkového ústavu je evidovaná jako hrobka Kateřiny Straubové.. V okruhu rodiny Johanna Sametze žádná osoba toho jména nebyla nalezena.

## Popis
Stavba na obdélném půdorysu o rozměrech asi 8 x 5 metrů má dispozici trojlodní kaple, je na podezdívce z opukových kvádříků a cihelného zdiva, má křížové klenby, sloupy z leštěné žuly a ostění s kamennými (pískovcovými) profilovanými články. Trojboký novogotický štít je sevřený dvěma vimperky, má bohatou dekoraci z lichých kružeb, uprostřed rozetu, pod ní dvě plastické nápisové pásky se jménem JOHANNES SAMETZ a s letopočtem 1893. Nakoso postavené nárožní sloupky mají na vrcholu také vimperky. Šest lomených oken a dveře mají původní profilovaná kamenná ostění. Sedlová střecha má novou eternitovou krytinu, přibližně z let 2014–2016, od té doby je staticky narušená konstrukce stavby sešroubovaná ocelovou konstrukcí. Dochovaly se původní dvojkřídlé, železem plátované dveře. Skla oken jsou vytlučena a některá provizorně zakryta překližkou. 
Interiér: Uvnitř jsou tři hrobové jámy bez rakví, v centrální poloze jen zpola odkrytá hrobová jáma zrušeného hrobu. Zčásti dochovaná podlaha je z keramických dlaždic, dále různé zbytky stavebního materiálu a odpadky. Naproti vchodu je do západní stěny  vsazená náhrobní deska Sametzova zetě Ludvíka Fischera, pod ní je kamenná oltářní menza. Jak svědčí zbytky cementu kolem desky, byla na místo oltářního retáblu vsazena druhotně, pravděpodobně po roce 1950 ze zrušeného místa v podlaze.     
- JUDr. Johann Sametz (1828–1893), pocházel ze Žatce, v Praze získal doktorát na právnické fakultě Německé univerzity, oženil se s Annou Walterovou z Loun (*1836), s níž měl dvě dcery, Mathildu (*1856) a Karolínu (*1861). Roku 1864 se přestěhovali do domu čp. 284 v Břevnově[2]. Byl jmenován zemským advokátem. Stál u zrodu Smíchovského měšťanského pivovaru. Patřil k jeho 25 zakladatelům, akcionářům, kteří se v září roku 1869 sešli v hostinci U zlatého anděla na Smíchově, vložil vklad 3000 zlatých.[3]
- Ludwig Fischer (6.9.1859–4.8.1900) se narodil v Praze, po matce byl Maďar, stal se poručíkem a nakonec hejtmanem u dělostřelců a oženil se s Karolínou Sametzovou. Měli jediného syna Jana (* 1889).[4]

## Galerie

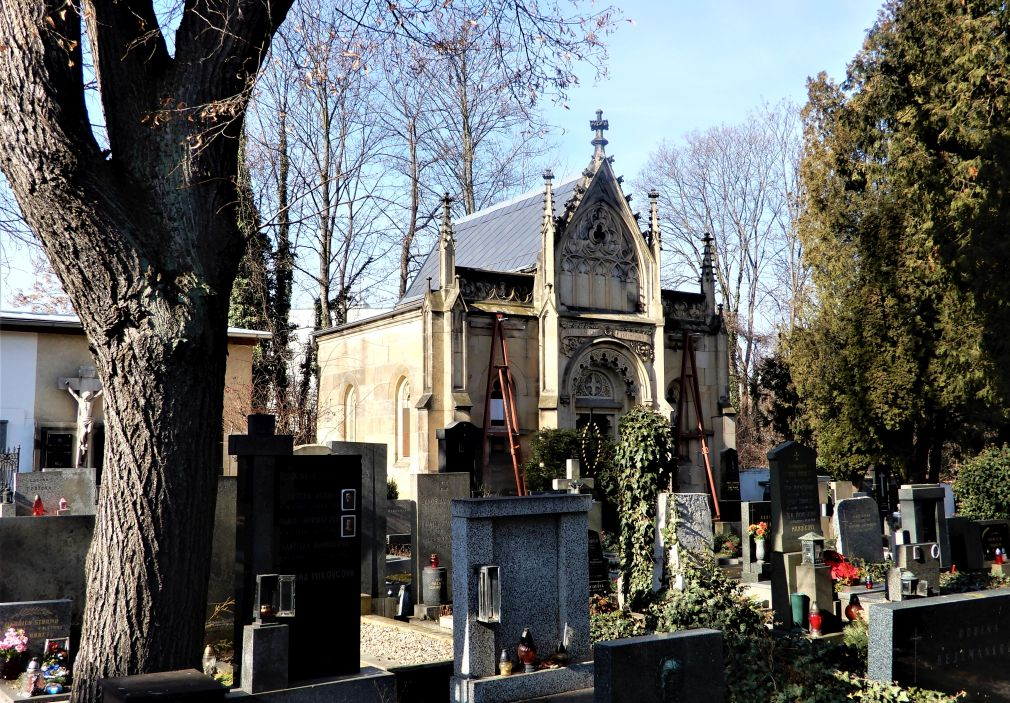
Hrobka od jihovýchodu
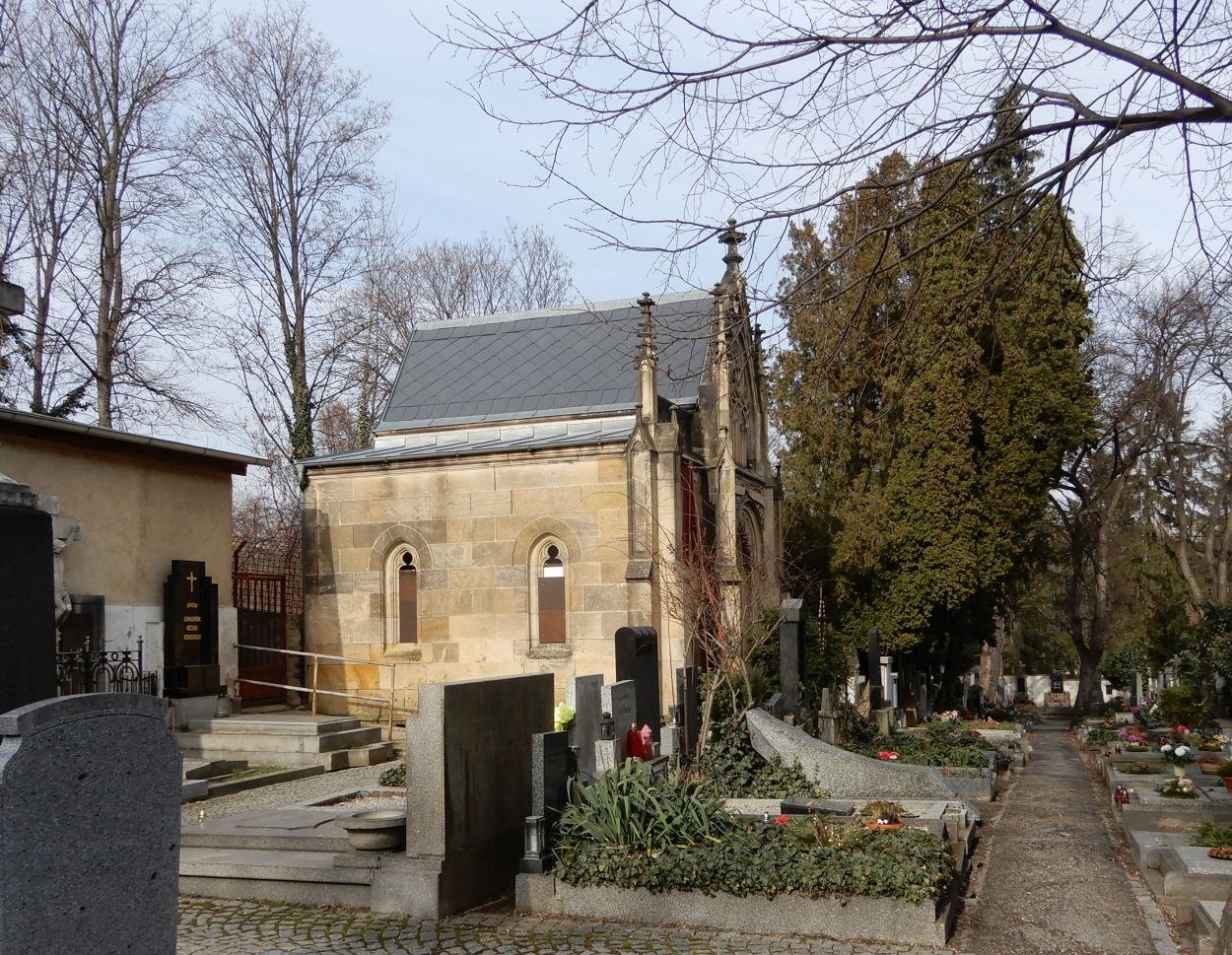
Hrobka od jihu
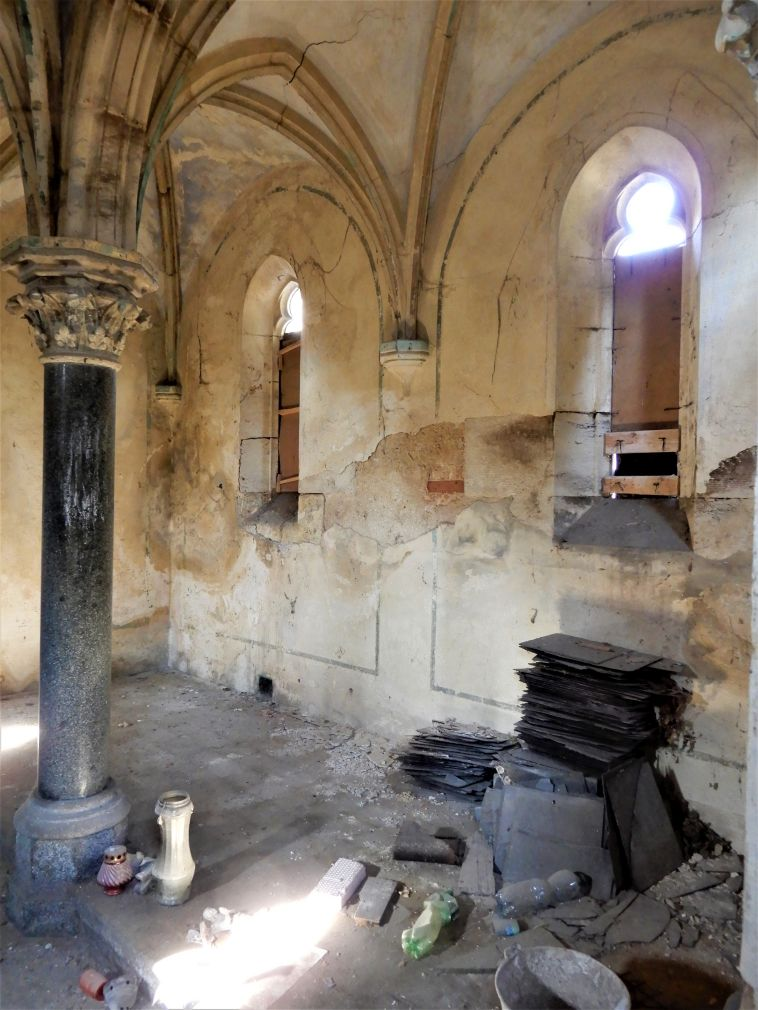
Interiér
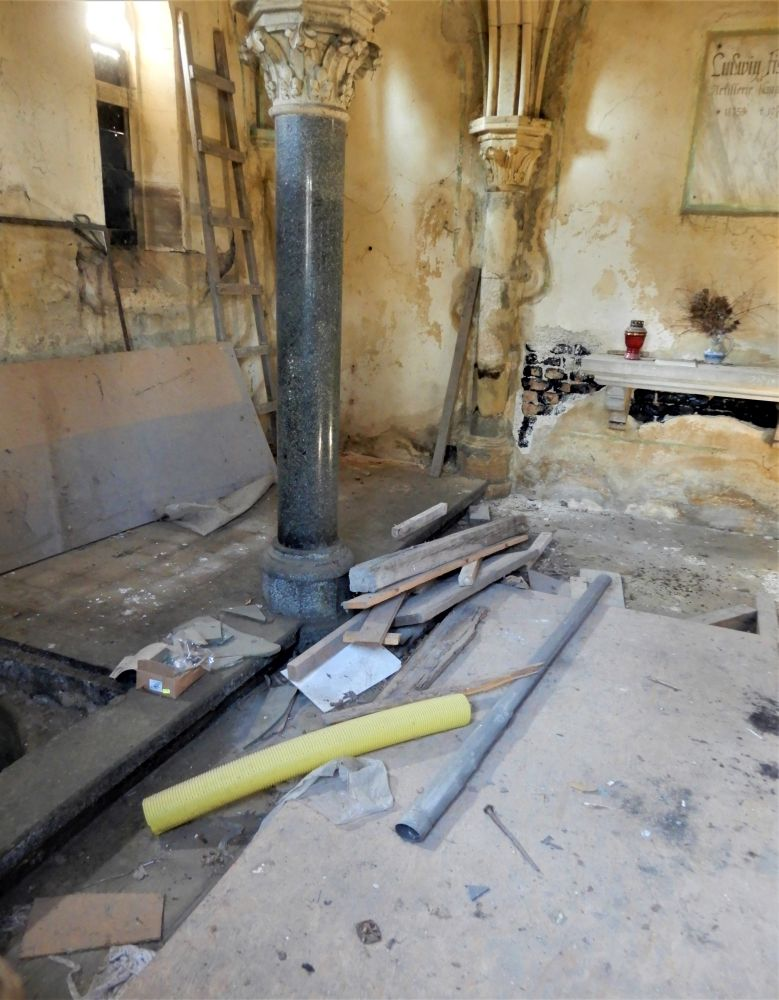
Interiér
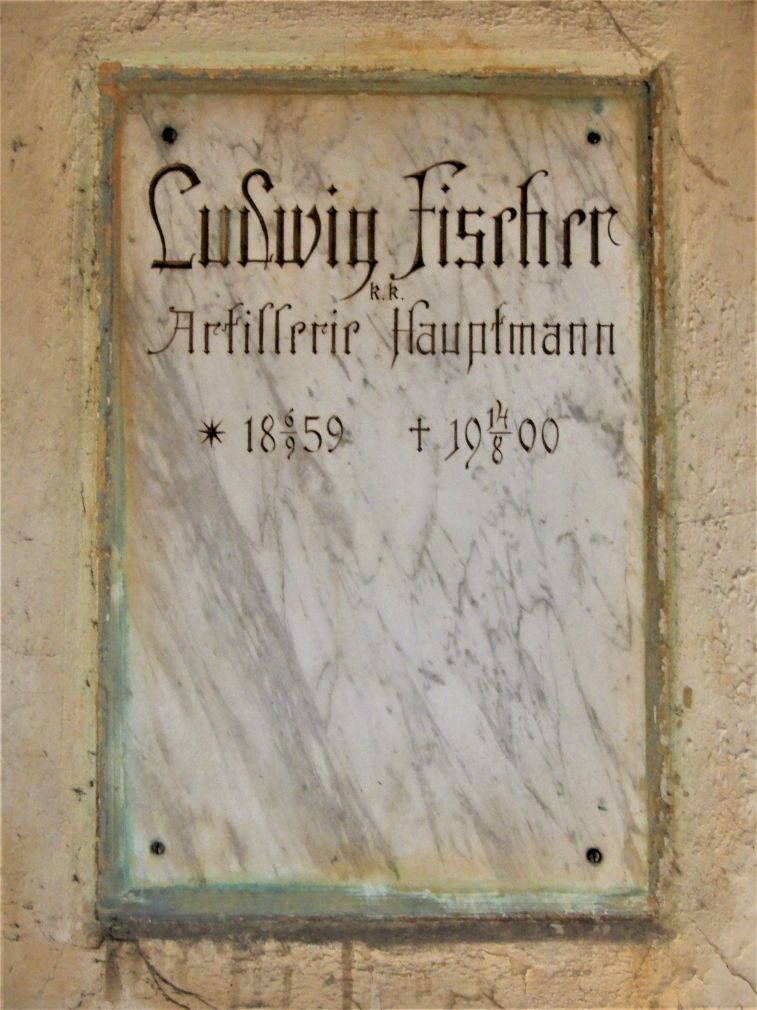
Deska Ludwiga Fischera